# Episodi di Becker (quarta stagione)
La quarta stagione della serie televisiva Becker, composta da 24 episodi, è andata in onda sul canale CBS dal 1º ottobre 2001 al 20 maggio 2002. In Italia viene trasmessa dal 23 giugno 2008 su Comedy Central.
| nº | Titolo originale                | Titolo italiano                  | Prima TV USA     | Prima TV Italia |
| -- | ------------------------------- | -------------------------------- | ---------------- | --------------- |
| 1  | Psycho Therapy                  | Psicoterapia                     | 1º ottobre 2001  | 23 giugno 2008  |
| 2  | Breakfast of Chumpions          | Colazione da perdenti            | 8 ottobre 2001   |                 |
| 3  | Jake's Jaunt                    | Jake si sposa                    | 15 ottobre 2001  |                 |
| 4  | Dog Days                        | Giorni da cani                   | 22 ottobre 2001  |                 |
| 5  | Really Good Advice              | Un buon consiglio                | 29 ottobre 2001  |                 |
| 6  | Get Me Out of Here              | Claustrofobia                    | 5 novembre 2001  |                 |
| 7  | Hanging with Jake               | L'impiccato                      | 12 novembre 2001 |                 |
| 8  | Dinner and a Showdown           | La cena della resa dei conti     | 19 novembre 2001 |                 |
| 9  | The Buddy System                | Corsa per la sconfitta           | 26 novembre 2001 |                 |
| 10 | The Ghost of Christmas Presents | Il fantasma dei regali di Natale | 10 dicembre 2001 |                 |
| 11 | Another Tricky Day              | Mercurio retrogrado              | 7 gennaio 2002   |                 |
| 12 | The Ex-Files                    | Il mistero della ex              | 14 gennaio 2002  |                 |
| 13 | Barter Sauce                    | Scambio di favori                | 28 gennaio 2002  |                 |
| 14 | V-Day                           | Matrimonio a San Valentino       | 4 febbraio 2002  |                 |
| 15 | It Had to Be Ew                 | Autostima maschile               | 25 febbraio 2002 |                 |
| 16 | Let's Talk About Sex            | Parliamo di sesso                | 4 marzo 2002     |                 |
| 17 | Picture Imperfect               | La foto non fa il medico         | 11 marzo 2002    |                 |
| 18 | Talking Points                  | Punti di vista                   | 18 marzo 2002    |                 |
| 19 | Too Much, Too Late              | Cose da non fare                 | 15 aprile 2002   |                 |
| 20 | Piece Talks                     | Le parole giuste                 | 22 aprile 2002   |                 |
| 21 | Parannoyed                      | Paranoie                         | 29 aprile 2002   |                 |
| 22 | Missteaks                       | Ti faccio la festa               | 6 maggio 2002    |                 |
| 23 | Much Ado About Nothing          | Tanto rumore per nulla           | 13 maggio 2002   |                 |
| 24 | Everybody Loves Becker          | Tutte amano Becker               | 20 maggio 2002   |                 |

## Psicoterapia
- Titolo originale: Psycho Therapy
- Diretto da: Andy Ackerman
- Scritto da: Matthew Weiner

### Trama
- Guest star: Rhea Perlman, Kali Rocha, Judyann Elder

## Colazione da perdenti
- Titolo originale: Breakfast of Chumpions
- Diretto da: Andy Ackerman
- Scritto da: Russ Woody

### Trama
- Guest star: Colin Ferguson, John Cygan, Jessica Sara

## Jake si sposa
- Titolo originale: Jake's Jaunt
- Diretto da: Wil Shriner
- Scritto da: Kate Angelo

### Trama
- Guest star: Lindsay Price, Randy Sklar, Jason Sklar

## Giorni da cani
- Titolo originale: Dog Days
- Diretto da: Darryl Bates
- Scritto da: Liz Astrof

### Trama
- Guest star: Jane Carr, Taylor Nichols

## Un buon consiglio
- Titolo originale: Really Good Advice
- Diretto da: Ken Whittingham
- Scritto da: Earl Pomerantz

### Trama
- Guest star: Mary Mara, George Coe

## Claustrofobia
- Titolo originale: Get Me Out of Here
- Diretto da: Wil Shriner
- Scritto da: Ken Levine e David Isaacs

### Trama
- Guest star: Randy Sklar, Jason Sklar, Sean O'Bryan

## L'impiccato
- Titolo originale: Hanging with Jake
- Diretto da: Chris Brougham
- Scritto da: Julie Chambers e David Chambers

### Trama
- Guest star: Dave Foley, Brent Sexton, Mary Kowalski, Jane Clayson

## La cena della resa dei conti
- Titolo originale: Dinner and a Showdown
- Diretto da: Gail Mancuso
- Scritto da: Marsha Myers

### Trama
- Guest star: Robert Mailhouse, Molly Hagan, Richie Keen

## Corsa per la sconfitta
- Titolo originale: The Buddy System
- Diretto da: Gregg Heschong
- Scritto da: Ian Gurvitz

### Trama
- Guest star: Lauren Holly, Gregg Perrie, Mary Jo Smith

## Il fantasma dei regali di Natale
- Titolo originale: The Ghost of Christmas Presents
- Diretto da: Ken Levine
- Scritto da: Matthew Weiner

### Trama
- Guest star: Brenda Vaccaro, Jack Kehler, Carlton Wilborn

## Mercurio retrogrado
- Titolo originale: Another Tricky Day
- Diretto da: Ken Levine
- Scritto da: Michael Markowitz

### Trama
- Guest star: Peter Kevoian e Russ Woody

## Il mistero della ex
- Titolo originale: The Ex-Files
- Diretto da: Wil Shriner
- Scritto da: Kate Angelo

### Trama
- Guest star: James Read, Barbara Sharma

## Scambio di favori
- Titolo originale: Barter Sauce
- Diretto da: Wil Shriner
- Scritto da: Michael Markowitz

### Trama
- Guest star: Kim Rhodes

## Matrimonio a San Valentino
- Titolo originale: V-Day
- Diretto da: Andy Ackerman
- Scritto da: Kate Angelo

### Trama
- Guest star: George Wendt, Floyd Van Buskirk

## Autostima maschile
- Titolo originale: It Had to Be Ew
- Diretto da: Andy Ackerman
- Scritto da: Liz Astrof

### Trama
- Guest star: Lindsay Price, Amy Farrington, Manny Kleinmuntz

## Parliamo di sesso
- Titolo originale: Let's Talk About Sex
- Diretto da: Darryl Bates
- Scritto da: Marsha Myers

### Trama
- Guest star: Bruce A. Young, James Handy

## La foto non fa il medico
- Titolo originale: Picture Imperfect
- Diretto da: Gail Mancuso
- Scritto da: Elizabeth Astrof

### Trama
- Guest star: Wayne Knight, Danny Woodburn, Chip Chinery

## Punti di vista
- Titolo originale: Talking Points
- Diretto da: Chris Brougham
- Scritto da: Russ Woody

### Trama
- Guest star: Tom Poston, Jenica Bergere, Kitty Swink

## Cose da non fare
- Titolo originale: Too Much, Too Late
- Diretto da: Leonard R. Garner Jr.
- Scritto da: Matthew Weiner

### Trama
- Guest star: Barry Gordon, Bridgett Newton

## Le parole giuste
- Titolo originale: Piece Talks
- Diretto da: Darryl Bates
- Scritto da: David Isaacs

### Trama
- Guest star: Orson Bean, Natalie Core, Jon Polito

## Paranoie
- Titolo originale: Parannoyed
- Diretto da: Andy Ackerman
- Scritto da: Ian Gurvitz

### Trama
- Guest star: Nancy Travis, David Moreland, Linda DeAmond

## Ti faccio la festa
- Titolo originale: Missteaks
- Diretto da: Andy Ackerman
- Scritto da: Chuck Ranberg e Anne Flett-Giordano

### Trama
- Guest star: Nancy Travis, Dennis Cockrum

## Tanto rumore per nulla
- Titolo originale: Much Ado About Nothing
- Diretto da: Gail Mancuso
- Scritto da: Marsha Myers

### Trama
- Guest star: David Hussey, Carla Toutz

## Tutte amano Becker
- Titolo originale: Everybody Loves Becker
- Diretto da: Andy Ackerman
- Scritto da: Kate Angelo

### Trama
- Guest star: Nancy Travis